# توماس برادواردن
توماس برادواردن (بالإنجليزية: Thomas Bradwardine)‏ (1300 – 26 أغسطس 1349): هو رجل دين إنجليزي وباحث ورياضياتي وفيزيائي وأحد رجال الحاشية الملكية، ولفترة قصيرة للغاية، رئيس أساقفة كانتربيري. أُطلق عليه لقب دكتور بروفندس  لكونه فيلسوفًا دراسيًا مشهورًا وطبيبًا لاهوتيًا (وهو لقب من العصور الوسطى يعني «الطبيب المتعمق»).

## حياته
وُلد برادواردن في ساسكس إمّا في هارتفيلد أو تشيتشستر، حيث استقرت أسرته، وهم أفراد من طبقة نبلاء صغيرة أو برجوازية.
كان برادواردن تلميذًا سريع النضوج، تلقى تعليمه في كلية باليول بجامعة أكسفورد، حيث كان زميلًا في عام 1321، وحصل على درجة الدكتوراه في اللاهوت، واكتسب سمعة الباحث المتعمق، كان عالم رياضيات بارع ولاهوتيًا متمكنًا. وهو عالم منطق موهوب بنظرياته التي وضعها حول الأمور المستعصية ولا سيما مفارقة كريت.
انتقل برادواردن إلى كلية ميرتون فيما بعد ضمن برنامج للزمالة. جرت ترقيته إلى المناصب العليا ليصبح مستشار الجامعة وأستاذ لاهوت. يُعد برادواردن (كمعاصره وليم الأوكامي) الشخصية المُتوجة للحركة الفكرية العظيمة في أكسفورد التي بدأت في أربعينيات القرن الثالث عشر.
كان برادواردن رجل دين علماني عادي، ما منحه حرية فكرية ولكنه حرمه من الأمن والموارد المالية التي وفرتها أنظمة التبشير، فلجأ إلى الرعاية الملكية عوضًا عن ذلك. عمل مستشارًا لأبرشية لندن في منصب عميد سانت بول، ومن ثم كاهن اعتراف لإدوارد الثالث ملك إنجلترا في أثناء خوضه حروبه في فرنسا في معركة كريسي، حيث بشر بجماعة النصر، وإبان حصار كاليه اللاحق. عهد إدوارد له بالبعثات الدبلوماسية مرارًا. لدى عودته إلى إنجلترا، عُيّن كاهنًا براتب وعميد كاتدرائية لينكولن (1348). في عام 1349، انتخبه كنسيو كانتربيري رئيسًا للأساقفة بعد وفاة رئيس الأساقفة جون ستراتفورد، إلا أن إدوارد الثالث امتنع عن الموافقة، مفضلاً مستشاره جون دي أوفورد لذلك المنصب، ربما خشية فقدان كاهن الاعتراف الذي يثق به. بعد وفاة أوفورد جراء الموت الأسود، ذهب برادواردن في 2 مايو ليحصل على تأكيد من البابا كليمنت السادس في أفينيون، ولكنه أُصيب بالطاعون في أثناء عودته و توفي في روتشستر في 26 أغسطس سنة 1349، بعد أربعين يومًا من تدشينه. دُفن في كانتربري.
يصنف جيفري تشوسر برادواردن في كتاب حكاية رئيسة الراهبات (السطر 476) ضمن فئة أغسطينوس وبوثيوس. بنظرة عصرية، يُعد عمله اللاهوتي العظيم دراسة ضد البيلاجيانية، بعنوان منشأ البيلاجيانية وأسباب الفضيلة. جادل برادواردن في دراسته الرئيسية في أن الفضاء فراغ لا نهائي حيث يمكن أن يخلق الله عوالم أخرى سيحكمها كما يحكم هذا العالم. تتضمن «أسباب الفضيلة» تأثير الكواكب، لا كتنبؤ بالحياة البشرية، بل تأثيرها على الطبيعة الجوهرية لشخص ما. نُشرت هذه الدراسة الفيزيائية الفلكية عندما حررها السير هنري سافيل وطبعها في لندن عام 1618، وكان تعميمها في المخطوطة محدودًا للغاية. كانت الآثار المترتبة على موضوع الفراغ اللانهائي ثورية، ومثّل اتباعها تهديدًا على العلاقة الفردية بين الإنسان وهذا العالم الطبيعي وبين الله (كانتور 2001)، إذ تعامل برادواردن مع اللاهوت في هذه العلاقة على نحو حسابي. ألف أيضًا كتبًا عدة منها كتاب الهندسة التخمينية (طُبع في باريس، 1530)، والحساب التطبيقي (طُبع في باريس، 1502)، ونسبة السرعة في التحركات ((1328 (طُبع في باريس، 1495 ؛ البندقية، 1505)، والدورة التربيعية (باريس، 1495)، والفن التذكاري، ومخطوطات سالون رقم 3974 في المتحف البريطاني؛ حاصلًا بذلك على لقب الطبيب المتعمق بتقليد من البابا. تُنسب إليه كتابة نص آخر بعنوان باستمرار واعتُقد أنه كتبه في وقت ما بين 1328 و1325.

## روابط خارجية
- توماس برادواردن على موقع الموسوعة البريطانية (الإنجليزية)